# Shapash
Shapash, även kallad Shapsh, Shapshu och Shemesh, var solens gudinna i den feniciska och kanaaneiska mytologin. Hon var motsvarigheten till den akkadiska solguden Shamash i Mesopotamien, och troligen även solgudomen Shipish i Ebla, och solgudinnan Shams i Arabien. Hon tillhörde de högsta gudarna och uppträdde i Baalmyten som gudarnas domare och stödde Baals anspråk som gudarnas härskare.